# Акустическая обратная связь
Акустическая обратная связь — в общем смысле вид обратной связи в технических системах и живой природе между источником звука и воспринимающим звеном, осуществляемой через акустические сигналы. Существенным методом анализа служит амплитудно-фазовая частотная характеристика системы.

## Виды акустической обратной связи
В технических устройствах явление обратной акустической связи возникает в результате самовозбуждения акустической системы, например, при повторном усилении микрофоном сигнала от динамика (обычно в диапазоне высоких частот), в маленьких помещениях за счет отражения или при использовании усилительной аппаратуры, когда звук громкоговорителя вызывает вибрацию проигрывателя, в звукоснимателе она преобразуется в электрический сигнал, воспроизводимый громкоговорителем, что вызывает ещё большую вибрацию проигрывателя. Таким образом возникает петля положительной обратной связи, в которой вибрация сама себя поддерживает, увеличиваясь все больше и больше.
В технике применяется аббревиатура AFBS — Acoustic FeedBack System — акустическая обратная связь.
В биологии и медицине акустическая обратная связь обозначается как Auditory Feedback.
Является одним из видов биологической обратной связи.
Считается важнейшим элементом в программах распознавания, коррекции речи и выработки навыков профессионального диктора. 
При этом выделяют пять компонентов акустической обратной связи: 
усиление в режиме реального времени, 
обратное воспроизведение с задержкой, 
DAF (Delayed Auditory Feedback, задержанная слуховая обратная связь), 
маскирование (применением частотных фильтров) звука, 
регулирование темпа.

## Измененная акустическая обратная связь
Altered Auditory Feedback — AAF.
Создается при помощи специального оборудования для получения эффекта устранения речевых разрывов и выработки плавной речи у лиц, страдающих заиканием.
DAF — Delayed Auditory Feedback — задержанная акустическая (точнее, слуховая) обратная связь — поступление звукового (в данном случае — речевого) сигнала к звуковоспринимающему органу с искусственно созданной (аппаратной) задержкой, обычно 40—220 миллисекунд.
Auto — DAF — это функция задержанной акустической обратной связи для лечения заикания и логоневрозов, которая автоматически подстраивается под речь каждого пациента и автоматически ставит правильное речевое дыхание. Рассчитывается автоматически по заданному алгоритму на основе результатов цифровой обработки акустического сигнала. Применяется в специализированных компьютерных приложениях для устранения речевых расстройств.
FAF — Frequency — Altered Auditory Feedback — дословно — частотно измененная (по частоте) акустическая обратная связь. Позволяет изменять основной тон слышимой речи. Для коррекции речевых расстройств наиболее эффективно совместное использование FAF/DAF.
CAF — Conjugating Auditory Feedback — конъюгирующая акустическая обратная связь. Соединяет низкочастотные разрывы речи, возникающие в момент речевых спазмов.

## История
Экспериментально анализ звука — разложение его в спектр гармонических колебаний с помощью набора резонаторов — и синтез сложного звука из простых составляющих осуществил немецкий учёный Герман Гельмгольц. Подбором камертонов с резонаторами Г. Гельмгольцу удалось искусственно воспроизвести различные гласные. Он исследовал состав музыкальных звуков, объяснил тембр звука характерным для него набором добавочных тонов (гармоник). На основе своей теории резонаторов Г. Гельмгольц дал первую физическую теорию уха как слухового аппарата. Его исследования заложили основу физиологической акустики и музыкальной акустики.

## Физиологическая акустика
Исследование биоэлектрических потенциалов выявляет способность отдельных нейронов слуховой системы и их совокупностей перерабатывать информацию, содержащуюся в акустических сигналах (перекодирование параметров звуковых колебаний в последовательность нервных импульсов, выделение характерных признаков опознания звуков, сравнение данного слухового образа с хранящимся в памяти эталоном и т. д.). Установление взаимосвязи между реакциями нейронов и слуховой системы в целом — одна из важнейших задач физиологической акустики. Физический анализ структуры и функции органов звукоизлучения у человека важен для решения задач синтеза речи, создания устройств общения человека с машиной и для разработки устройств автоматического распознания речи.
Исследование звукоизлучающих структур у животных существенно для понимания акустических принципов эхолокации, ориентации, коммуникации в животном мире.